# 1-я улица Леонова
1-я улица Лео́нова, или улица Леонова — улица на севере Москвы, в Ростокино Северо-Восточного административного округа; проходит от улицы Докукина до улицы Вильгельма Пика. На улице находится Леоновское кладбище и НИИ геронтологии.

## История
Улица и проезды Леонова унаследовали название бывшего села Леоново, на территории которого возникли ещё в 1930 году. «Пустошь Левонова» впервые упоминается в писцовых книгах 1573—1574 годов. Изначально называлась 1-я улица села Леонова, затем (в 1955—1964 годах) составляла часть Большой Леоновской улицы (вместе с нынешней улицей Докукина). Село Леоново снесено в 1980-е годы.
Иногда ошибочно считают, что улица названа так в честь советского писателя Леонида Леонова, что не соответствует действительности. Интересно, что последние 35 лет жизни рядом, на улице Докукина, в доме 5 проживал дважды Герой Советского Союза морской разведчик Виктор Николаевич Леонов (похоронен на Леоновском кладбище).

## Расположение
1-я улица Леонова является продолжением улицы Докукина от 1-го и 2-го проездов Леонова, заканчивается на улице Вильгельма Пика около Малого кольца Московской железной дороги и станции метро «Ботанический сад». На левой стороне улицы находятся Храм Ризоположения в Леонове и парк бывшей усадьбы Леоново («Парк Будущего») с Леоновским прудом. На правой стороне находится старинное Леоновское кладбище.

## Учреждения и организации
- Дом 1 — Хоспис 4 управления здравоохранения СВАО;
- Владение 8 — Леоновское кладбище;
- Дом 16 — Научно-исследовательский институт геронтологии; Фармоцентр.